# Stazione di Rottofreno
La stazione di Rottofreno è una fermata ferroviaria posta lungo la linea Alessandria-Piacenza. Serve il centro abitato di Rottofreno.

## Storia
Attivata come stazione, fu trasformata in fermata il 24 settembre 2000, dopo l'eliminazione del terzo binario.
Tra la fine del 2020 e l'inizio del 2021 la stazione venne sottoposta ad una ristrutturazione per un importo totale di 1 100 000 euro che vide, tra l'altro, la costruzione di un sovrappasso per permettere l'accesso al secondo binario senza l'attraversamento della linea.
A partire dal 14 marzo 2021 lo scalo è impresenziato e il comando della circolazione viene garantito dalla vicina stazione di San Nicolò.

## Strutture ed impianti
La stazione è fornita di un fabbricato viaggiatori a 2 piani, risalente all'epoca dell'apertura della linea, ma in seguito pesantemente rimaneggiato.
Sono presenti 2 binari per il servizio passeggeri, serviti da 2 marciapiedi laterali collegati tramite un sovrappasso.

## Servizi
La stazione è classificata da RFI nella categoria bronze.

## Movimento
La stazione è servita dai treni regionali operati da Trenord lungo la tratta Voghera-Piacenza.